# NGC 5576
NGC 5576 (другие обозначения — UGC 9183, MCG 1-37-7, ZWG 47.20, PGC 51275) — эллиптическая галактика (E3) в созвездии Дева.
Этот объект входит в число перечисленных в оригинальной редакции «Нового общего каталога».